# Nicolaus Mulerius

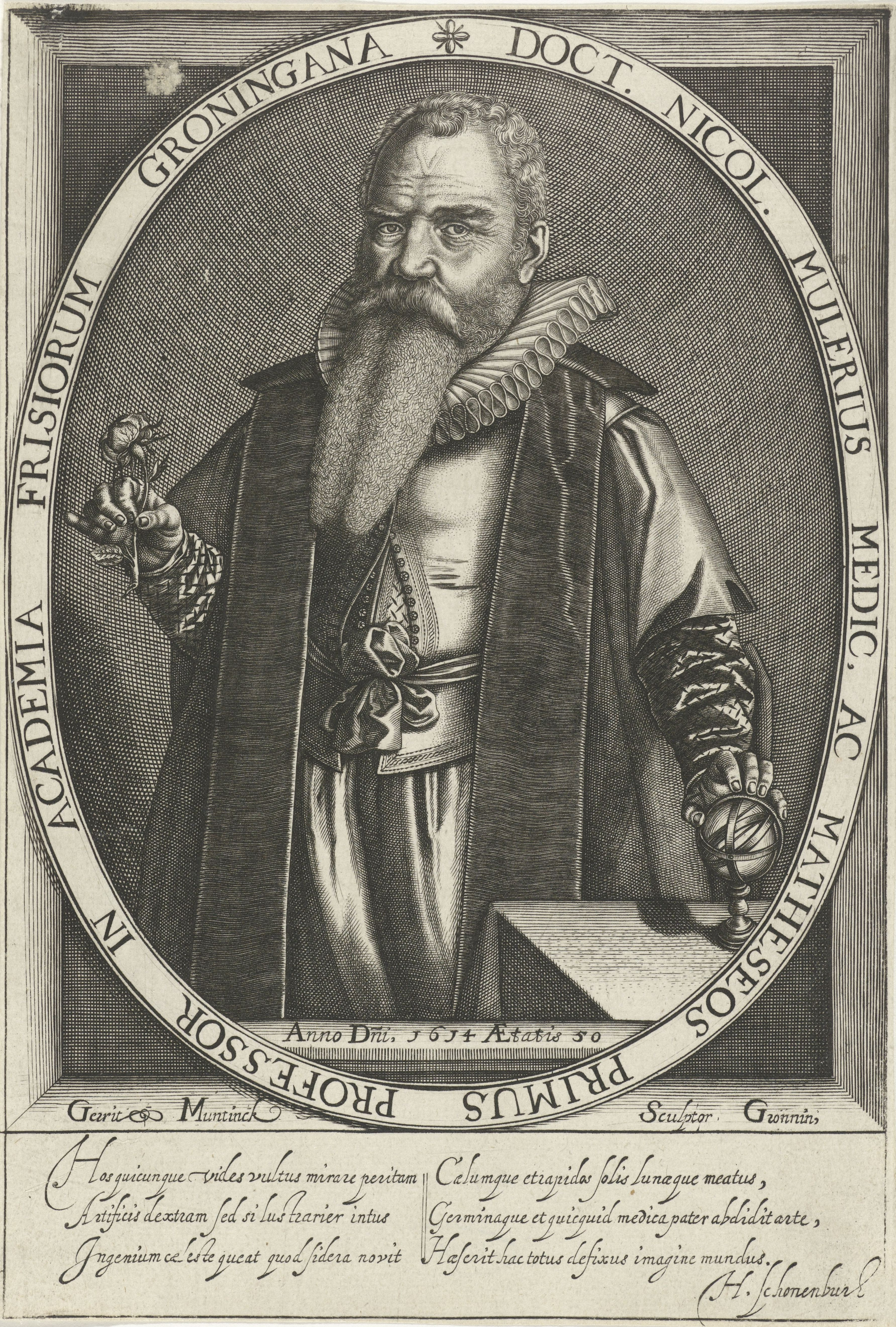
Nicolaus Mulerius

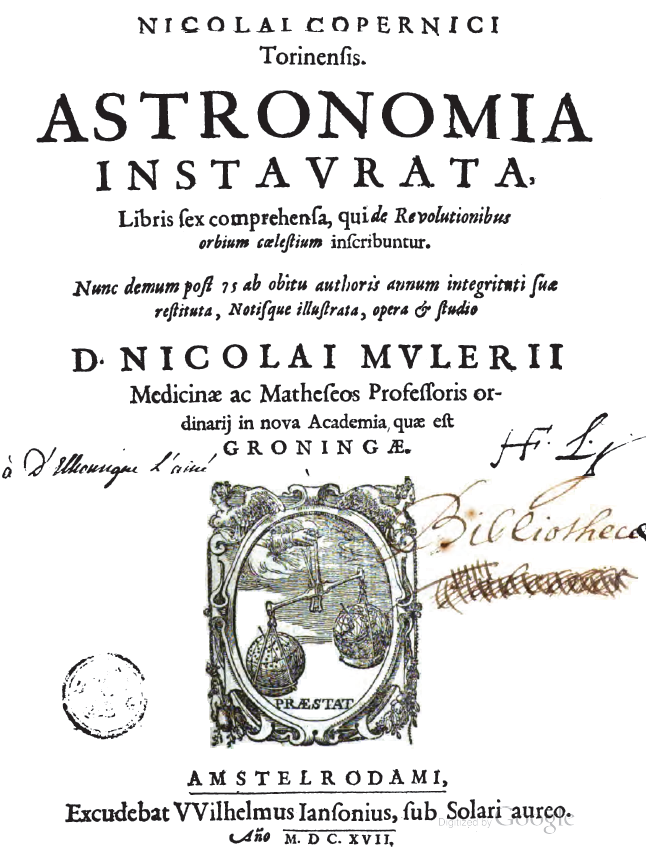
Página título da 3a Edição da obra De revolutionibus orbium coelestium, por Nicolaus Mulerius, 1617

Nicolaus Mulerius (* 25 de dezembro de 1564, Bruges, Bélgica - † 5 de setembro de 1630), Groningen) foi professor de medicina e matemática na Universidade de Groningen, na Holanda, onde também exerceu o cargo de primeiro bibliotecário.

## Vida
Seu nome original era Nicolaas des Mulier(s), filho de Pierre des Muliers e de sua esposa Claudia Le Vettre. Toda a sua infância ele passou em Bruges, onde teve aulas com Cruquius, dentre outros. A partir de 1582 estudou medicina na Universidade de Leiden, onde Justus Lipsius (1547-1606), Bonaventura Vulcanius (1538-1614), Rudolph Snellius (1546-1613) e Otto Heurnius (1577-1652) foram professores. Em 1589 casou-se com Christina Six, e em 1603 ganhou celebridade como médico em Groningen; em 1608 assumiu o cargo de mestre de escola na cidade de Leeuwarden. Em 1614 tornou-se professor de medicina e matemática na Universidade de Groningen. Entre 1619 – 1621 e 1626 - 1630, assumiu o posto de bibliotecário da Universidade de Groningen. Seu filho, Petrus Mulerius (1599-1647), mais tarde se tornaria professor de física e de botânica em Groningen (1628). 
Em 1616, Nicolaus Mulerius publicou um livro sobre astronomia baseado na obra Tractatus de sphaera ("Tratado sobre a Esfera"), escrita por João de Sacrobosco, (c.1195 – c.1256) também conhecido como John of Holywood.
No mesmo ano de 1616, publicou a terceira edição, atualizada e com anotações de Nicolaus Copernicus' De revolutionibus orbium coelestium ("Sobre as Revoluções dos Corpos Celestes").
Um relato da vida de Ubbo Emmius, manuscrita por Nicolaus Mulerius, foi publicado, com as vidas de outros professores de Groningen, nessa mesma cidade em 1638.

## Obras
- Naturae tabulae Frisicae lunae-solares quadruplices, quibus accessere solis ..., 1611
- Institutionum astronomicarum libri duo, 1616
- Iudæorum annus lunæ-solaris: et Turc-Arabum annus merê lunaris,1630
- Naturae tabulae Frisicae lunae-solares quadruplices, quibus accessere solis ..., 1611
- Nicolai Mulerii ... Exercitationes in Apocalypsin s. Johannis apostoli, 1691